# Termovalorizzatore di San Vittore
Il termovalorizzatore di San Vittore, classificato anche come Unità locale 3 o UL3, è un impianto di termovalorizzazione gestito da Acea Ambiente, società del gruppo Acea, sito a San Vittore del Lazio.

## Storia
La prima linea produttiva del termovalorizzatore fu autorizzata nel 1997 ed entrò in funzione nel 2002 ad opera della società EALL (Energia Ambiente Litorale Lazio), parte del gruppo Enertad e poi del gruppo Acea con la denominazione di ARIA e infine Acea Ambiente. Successivamente nel 2011 la linea 1 fu spenta per essere sottoposta a lavori di manutenzione (rientrò in esercizio a partire dal 2016) ed entrarono in esercizio le linee 2 e 3.
Nel 2020 Acea Ambiente ha presentato alla Regione Lazio un'istanza di ampliamento dell'impianto per la realizzazione della quarta linea di produzione, ricevendo VIA positiva nel 2022. La proposta ha scatenato tuttavia la protesta dei sindaci dei territori circostanti che hanno diffidato l'ufficio VIA dell'ente regionale all'ARPA Lazio, all'ASL di Frosinone e all'ANAC; l'ampliamento ha inoltre ottenuti un parere negativo da parte della Soprintendenza archeologia, belle arti e paesaggio per le province di Frosinone e Latina.

## Caratteristiche
L'impianto si estende per un'area di circa 80 000 metri quadrati ed è costituito da tre linee produttive con una capacità annuale massima di trattamento pari a 397 200 tonnellate di rifiuti. Accoglie unicamente rifiuti speciali non pericolosi provenienti dalla raccolta indifferenziata e   trattati precedentemente presso impianti di trattamento meccanico-biologico (TMB) sotto forma di combustibile solido secondario (CSS).